# Cordillera Huallanca
Die Cordillera Huallanca ist ein Gebirgszug in der peruanischen Westkordillere der Anden in Südamerika. Im Nordosten des Gebirges befindet sich die Mine Unidad Minera Huanzala.

## Lage
Die Cordillera Huallanca befindet sich in der Provinz Bolognesi in der westperuanischen Region Ancash. Der zum Teil vergletscherte Gebirgszug erstreckt sich in NNW-SSO-Richtung über eine Strecke von etwa 20 km. Höchste Erhebung ist der Nevado El Burro mit 5706 m. Im Nordwesten befindet sich das Quellgebiet des Río Pativilca. Dieser entwässert die Westflanke des Gebirgszugs zum Pazifischen Ozean. Entlang der Ostflanke fließt der Río Vizcarra, ein Nebenfluss des Río Marañón, nach Norden, passiert die Kleinstadt Huallanca und biegt anschließend nach Osten ab. Der 10 km weiter westlich gelegene 5338 m Kikash wird gelegentlich der Cordillera Huallanca zugerechnet. Im Süden findet die Cordillera Huallanca  mit der 25 km entfernten Cordillera Huayhuash ihre Fortsetzung.

## Berge und Gipfel
Im Folgenden eine Liste von Bergen und Gipfeln in der Cordillera Blanca:
| Name (hispanisiert)  | Name (Quechua)   | Höhe in m |                           | Distrikte                |
| -------------------- | ---------------- | --------- | ------------------------- | ------------------------ |
| El Burro / Huallanca | Burru / Wallanka | 5470      | -9.917972 -77.03711 5470  | Aquia, Huallanca         |
| Chaupijanca          | Chawpi Hanka     | 5283      | -10.016667 -77.0025 5283  | Huallanca, Huasta        |
| Tancancocha          | Tankaqucha       | 5200      | -9.908611 -77.053333 5200 | Aquia, Huallanca         |
| Taucán               | Tawqan           | 5200      | -9.978056 -77.023056 5200 | Aquia, Huallanca, Huasta |
| Condorhuayi          | Kuntur Wayi      | 5171      | -9.94 -77.0425 5171       | Aquia, Huallanca         |
| Tancan               | Tankan           | 5162      | -9.87199 -77.06228 5162   | Aquia, Huallanca         |
| Chuspi               | Ch'uspi          | 5090      | -9.896111 -77.054444 5090 | Aquia, Huallanca         |